# Necati Cumalı
Œuvres principales
L’Été aride (Susuz yaz) (nouvelle, 1962)
Le dernier Seigneur des Balkans (Viran Dağlar) (roman, 1994)
Necati Cumalı (né le 13 janvier 1921 à Florina (Grèce) et mort le 10 janvier 2001 à Istanbul) est un écrivain turc qui a composé des nouvelles, des essais et surtout de la poésie. Il fait partie de ces populations ottomanes résidentes en Grèce et déplacées en Turquie en 1923.

## Biographie
Né à Flórina, en Grèce, dans une famille de six enfants, qui est déplacée en 1924 à Urla, dans la province d'İzmir, au terme de la convention d'échanges de populations entre la Grèce et la Turquie signée dans le cadre du Traité de Lausanne de 1923. 
Il grandit donc à Urla et fait ses classes primaires et secondaires à İzmir, avant d'accéder, en 1941, à l’université d'Ankara où il étudie le droit. Il est mobilisé durant la Seconde Guerre mondiale, puis est engagé comme fonctionnaire à la direction générale des Beaux-Arts de 1945 à 1948, après quoi il deviendra avocat. Il séjourne en France entre 1957 et 1959, pays où il reviendra après deux ans passés en Israël (1963-1965). Après quoi, il se consacre entièrement à la littérature.
Il commence à écrire des poésies pendant ses études et les publie dès les années 1940 dans des périodiques comme Varlık ou Servet-i Fünun. Son service sous les drapeaux lui fournira des thèmes de brèves nouvelles dans lesquelles on peut se sentir l'influence de Sabahattin Ali. C'est peut-être la raison pour laquelle il est classé dans les écrivains de gauche alors qu'il n'a jamais pris d'engagement politique.
il meurt à Istanbul le 10 janvier 2001.
Sa bibliothèque a été léguée à l’université Koç (à Istanbul, district Sarıyer) après sa mort.

## Œuvre
Il a écrit quinze recueils de poésie et plusieurs romans et nouvelles, ainsi que des pièces de théâtre et des essais.
Il est d'abord poète (Notes du mois de mai, 1947 ; Rayons de soleil, 1957), proche du groupe « Garip » animé par le poète Orhan Veli (1914-1950), et donne aussi des traductions d'Apollinaire et de Langston Hughe. Par la suite, il se dirige vers le théâtre (le Berceau vide, 1949 ; la Rose des Mers, 1969), avant de publier des romans et des nouvelles: il décrit la vie quotidienne dans la région de la mer Égée (Quand la lune monte, je ne peux dormir, 1969). Il livre aussi ses souvenirs de la région d'origine de sa famille, la Macédoine-Occidentale, dans un recueil de nouvelles intitulé Macédoine 1900 (1976), et finalement un roman historique sur la période jeune turque : Viran Dağlar (« Montagnes dévastées », 1994).

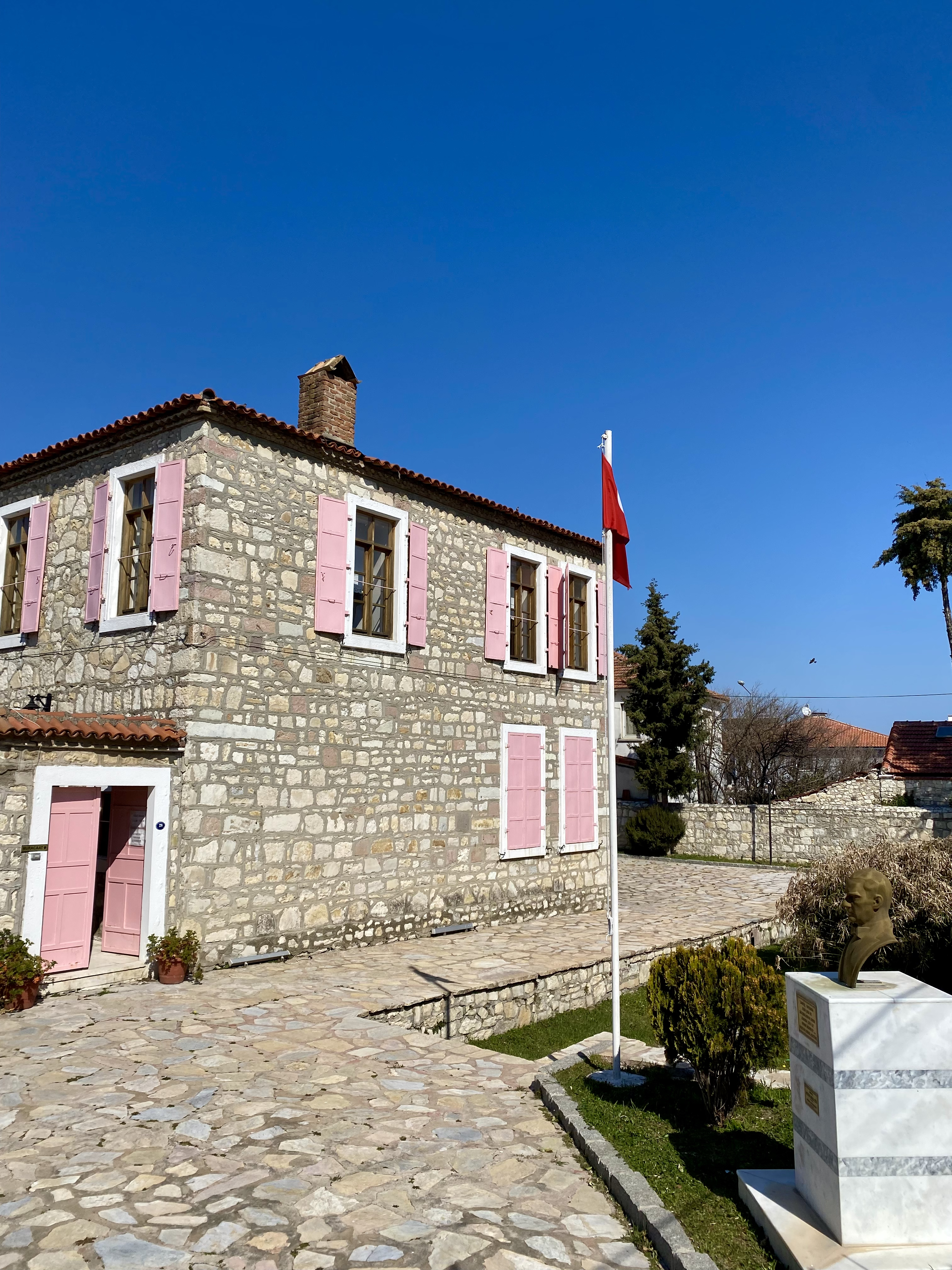
Maison de Necati Cumali à Urla (Izmir).

Son œuvre la plus connue en Europe est sans doute L’Été aride (« Susuz Yaz »), adapté au cinéma sous le titre Un été sans eau par Metin Erksan en 1964, avec Hülya Koçyiğit et Erol Taş, œuvre récompensée par l’Ours d'or au festival de Berlin 1964.

### Traductions
Viran Dağlar (« Montagnes dévastées ») a été traduit en français sous le titre Le Dernier Seigneur des Balkans : Cumali y relate les aventures d'un de ses parents (Zülfikâr Bey), descendant d'une longue lignée de beys, au milieu de la tourmente des guerres balkaniques du début du XXe . Le roman a été adapté à la télévision par Michel Favart en 2003-2004 sur la chaîne Arte en une mini-série de quatre épisodes sous le titre Le dernier Seigneur des Balkans. Les nouvelles de Makedonya 1900 ont été traduites en 1995 sous le titre Macédoine 1900. 
Sa poésie a été traduite en français par Tahsin Saraç (1930-1989).
On a souligné sa façon de croquer les portraits féminins .
- Necati Cumali (trad. du turc par Orhan Altan), Le Dernier Seigneur des Balkans, L'Esprit des Péninsules, 2001 (réimpr. Le Livre de Poche, coll. « Biblio », 2007, 441 p.) (ISBN 2-910-43568-7 et 978-2-253-11822-0)
- Macédoine 1900 [« Makedonya 1900 »]  (trad. du turc, introduction, postface et notes par Faruk Bilici (Texte révisé par Valérie Gay)), Paris - Arles, Sinbad / Actes Sud, coll. « La Bibliothèque turque », 2007 (1re éd. 1995), 281 p. (ISBN 978-2-742-76595-9)